# Hylesia valvex
Hylesia valvex är en fjärilsart som beskrevs av Dyar 1913. Hylesia valvex ingår i släktet Hylesia och familjen påfågelsspinnare. Inga underarter finns listade i Catalogue of Life.